# Brunei Open 1998
Die Brunei Open 1998 waren die zum letzten Mal ausgetragenen offenen internationalen Meisterschaften von Brunei im Badminton. Sie fanden vom 8. bis zum 12. Juli 1998 in Bandar Seri Begawan statt. In den folgenden Jahren etablierte sich Brunei als Ausrichter der Grand-Prix-Finals und richtete damit das hochkarätigste Turnier nach WM und Olympia aus. Das Preisgeld betrug 80.000 US-Dollar, was dem Turnier zu einem Drei-Sterne-Status im Grand Prix verhalf.

## Sieger und Platzierte
| Disziplin    | Gold                         | Silber                        | Bronze                                  |
| ------------ | ---------------------------- | ----------------------------- | --------------------------------------- |
| Herreneinzel | Taufik Hidayat               | Dong Jiong                    | Alan Budikusuma                         |
| Herreneinzel | Taufik Hidayat               | Dong Jiong                    | Xiao Hui                                |
| Dameneinzel  | Gong Ruina                   | Zhou Mi                       | Yao Jie                                 |
| Dameneinzel  | Gong Ruina                   | Zhou Mi                       | Zhang Ning                              |
| Herrendoppel | Tony Gunawan Halim Haryanto  | Michael Søgaard Denny Kantono | Siripong Siripool Pramote Teerawiwatana |
| Herrendoppel | Tony Gunawan Halim Haryanto  | Michael Søgaard Denny Kantono | Flandy Limpele Ade Lukas                |
| Damendoppel  | Yang Wei Huang Nanyan        | Marlene Thomsen Rikke Olsen   | Eti Tantra Cynthia Tuwankotta           |
| Damendoppel  | Yang Wei Huang Nanyan        | Marlene Thomsen Rikke Olsen   | Indarti Issolina Deyana Lomban          |
| Mixed        | Jens Eriksen Marlene Thomsen | Michael Søgaard Rikke Olsen   | Simon Archer Joanne Goode               |
| Mixed        | Jens Eriksen Marlene Thomsen | Michael Søgaard Rikke Olsen   | Bambang Suprianto Minarti Timur         |

## Finalresultate
| Disziplin    | Sieger                       | Finalist                      | Ergebnis          |
| ------------ | ---------------------------- | ----------------------------- | ----------------- |
| Herreneinzel | Taufik Hidayat               | Dong Jiong                    | 12-15, 15-3, 15-9 |
| Dameneinzel  | Gong Ruina                   | Zhou Mi                       | 11-7, 11-4        |
| Herrendoppel | Tony Gunawan Halim Haryanto  | Michael Søgaard Denny Kantono | 15-2, 15-8        |
| Damendoppel  | Yang Wei Huang Nanyan        | Marlene Thomsen Rikke Olsen   | 15-11, 17-14      |
| Mixed        | Jens Eriksen Marlene Thomsen | Michael Søgaard Rikke Olsen   | 15-13, 15-6       |

## Halbfinalresultate
| Disziplin    | Sieger                        | Gegner                                  | Ergebnis            |
| ------------ | ----------------------------- | --------------------------------------- | ------------------- |
| Herreneinzel | Dong Jiong                    | Alan Budikusuma                         | 15-3, 15-7          |
|              | Taufik Hidayat                | Xiao Hui                                | 15-7, 15-5          |
| Dameneinzel  | Zhou Mi                       | Yao Jie                                 | 6-11, 11-7, 11-8    |
|              | Gong Ruina                    | Zhang Ning                              | 8-11, 11-7, 11-3    |
| Herrendoppel | Tony Gunawan Halim Haryanto   | Siripong Siripool Pramote Teerawiwatana | 18-16, 15-9         |
|              | Michael Søgaard Denny Kantono | Flandy Limpele Ade Lukas                | 12-15, 15-11, 15-12 |
| Damendoppel  | Marlene Thomsen Rikke Olsen   | Eti Tantra Cynthia Tuwankotta           | 15-5, 15-11         |
|              | Yang Wei Huang Nanyan         | Indarti Issolina Deyana Lomban          | 18-16, 15-9         |
| Mixed        | Michael Søgaard Rikke Olsen   | Simon Archer Joanne Goode               | 12-15, 15-4, 15-3   |
|              | Jens Eriksen Marlene Thomsen  | Bambang Suprianto Minarti Timur         | 15-11, 15-2         |